# 熱血宣言! E・ZO HAWKS
『熱血宣言！E・ZO HAWKS』（ねっけつせんげん！いいぞ！ホークス）は、2020年6月15日からスポーツライブ+で放送されている、福岡ソフトバンクホークスの応援番組である。

## 放送時間
いずれも日本標準時。

### 本放送
- 月曜 20:00 - 20:30（2020年6月15日[2] - 2021年3月29日[3]）
- 日曜 11:00 - 11:30（2021年4月11日[3] - ） - 番組制作会社の広報サイトには「毎月ホークス本拠地戦の日曜日」に放送と記されている[1]。

### リピート放送
上記の時間帯に本放送も別の番組の放送も行われない週には、この時間帯を使って過去の回のリピート放送を行うことがある（実例：。番組タイトルの前に【生】と記されているのが本放送で、無いものがリピート放送）。またリピート放送は、上記とは別の時間帯にも行われる。

## 出演者

### MC
- 西田たかのり（2020年6月[2] - 2021年3月[3]）
- ノボせもんなべ（2021年4月[3] - ）

### アシスタント
- 野崎あいか（2020年6月[2] - 2021年12月[4]） - 下記の果南と交互に出演。
- 果南（2020年6月[2] - 2021年12月[4]） - 上記の野崎と交互に出演。
- 川崎優（2022年春[5] - ）